# Lorica hamata

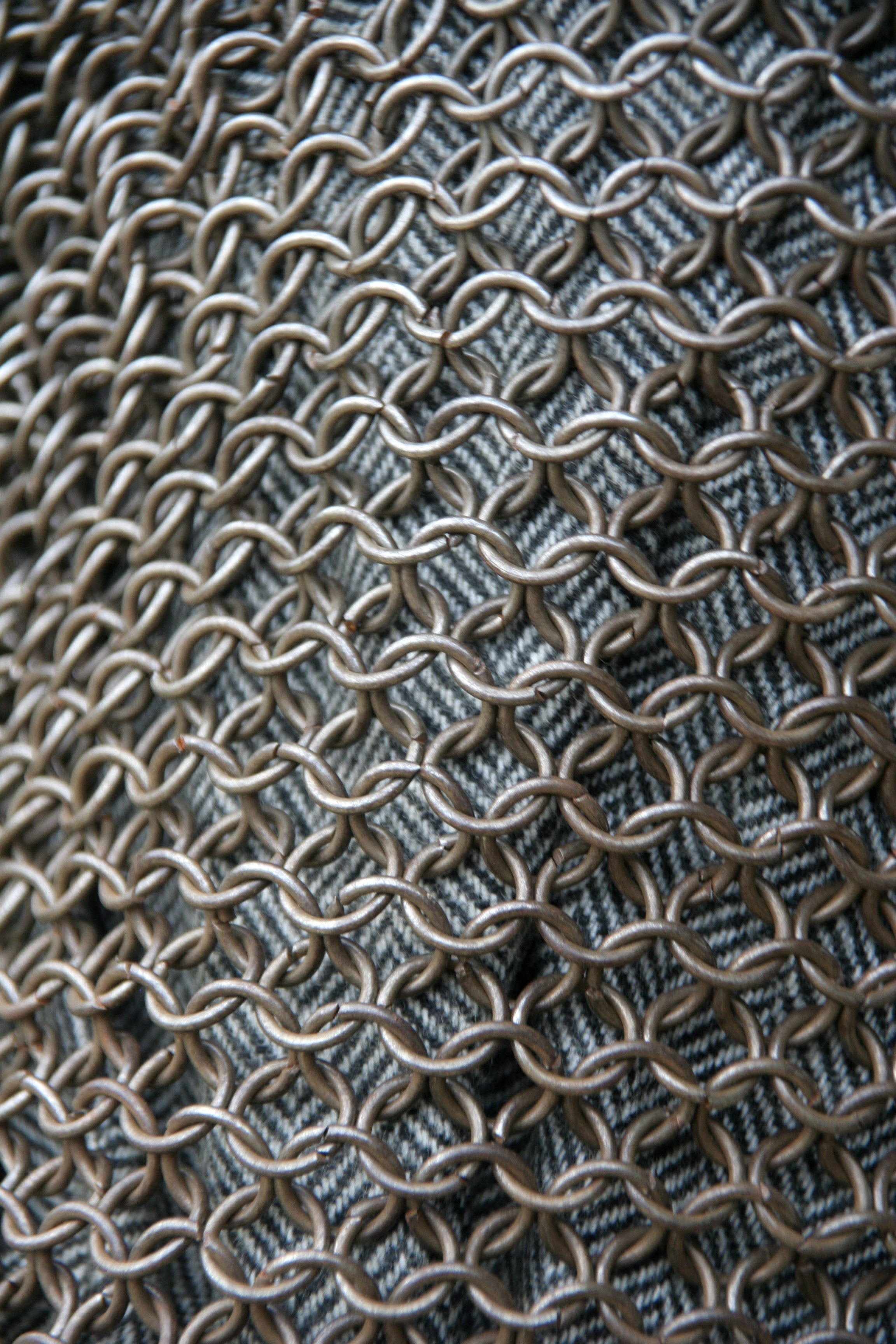
Detall dels anells de metall. Reproducció d'un model del.

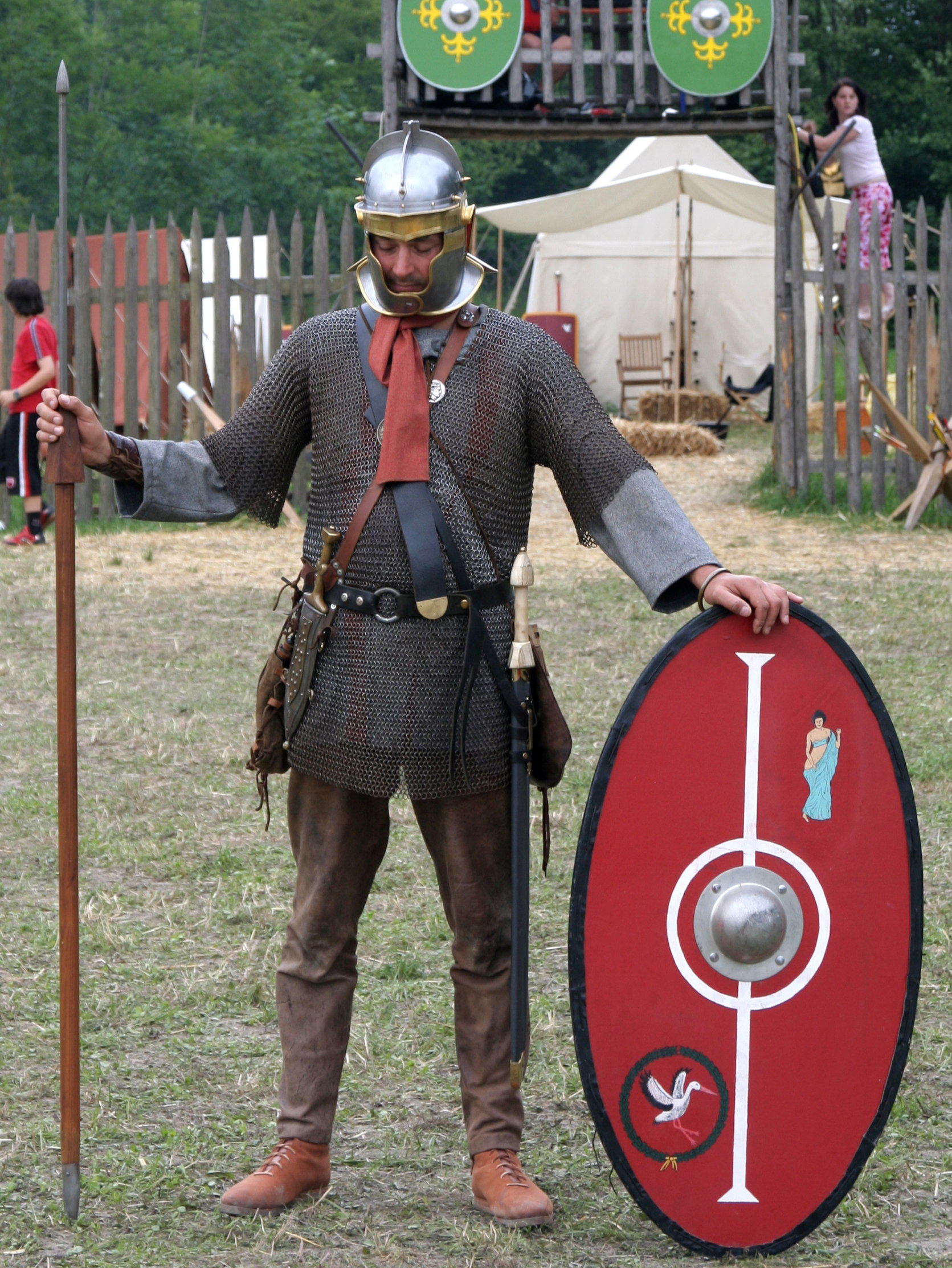
Soldat romà de ca. 275 aC.

La lorica hamata és un tipus de cota de malla utilitzada durant els darrers segles de la República Romana i durant el Principat com a armadura estàndard de les tropes auxiliars (Auxilia) de l'exèrcit. Habitualment es fabricava en ferro. Consistia en fileres de volanderes i anelles rivetejades que produïen una armadura forta, flexible i fiable. Cada anella tenia un diàmetre interior d'uns 5 mm i un diàmetre exterior d'uns 7 mm, de manera que en una armadura podien haver-hi alguns milers d'anelles. Les espatlles duien unes solapes similars als lithorax grecs, des de la part mitjana de l'esquena fins al pit i s'unien a la cota de malla amb ganxos de coure o ferro.
És possible que els romans obtinguessin el coneixement de la fabricació d'aquest tipus de cota de malla dels pobles celtes del nord de la península Itàlica. Els romans l'adaptaren a diversos tipus de tasques militars, amb versions per a la infanteria, la cavalleria, els exploradors i els llancers..
Cap als primers anys del segle I la lorica hamata començà a ser substituïda per la lorica segmentata, l'armadura que resulta més fàcilment recognoscible com a romana. Nogensmenys, els historiadors discuteixen fins a quin punt la lorica segmentata arribà a ser tan generalitzada com inicialment es creia, i durant quants anys. Sembla que algunes legions d'Àfrica i d'Àsia mai van deixar d'utilitzar la lorica hamata i, en qualsevol cas, el que és cert és que en els darrers segles de l'Imperi la lorica hamata tornà a ser altra vegada l'armadura estàndard.